# Dinarmus altifrons
Dinarmus altifrons är en stekelart som först beskrevs av Walker 1862.  Dinarmus altifrons ingår i släktet Dinarmus och familjen puppglanssteklar. Inga underarter finns listade i Catalogue of Life.